# Премия Open Mike
Премия Open Mike (нем. open mike - Internationaler Wettbewerb junger Literatur) — международная литературная премия для молодых немецкоязычных авторов, вручается Берлинской литературной мастерской c 1993 года. Материальное содержание премии составляет 7 500 евро. Кроме того, c 2007 зрительское жюри газеты «taz» присуждает Приз зрительских симпатий.

## Избранные лауреаты
Лауреаты 1993—2006
| год  | Премии                                                 |
| ---- | ------------------------------------------------------ |
| 1993 | Вольфганг Шленкер, Тим Крон, Катрин Рёггла             |
| 1994 | Ульф Столтерфохт, Карен Дуве, Михаэль Мюллер           |
| 1995 | Юлия Франк, Сабина Нойман, Кристиан Футшер             |
| 1996 | Маркус Дженсен, Вера Хенкель, Олаф Беренс              |
| 1997 | Робби Данненберг, Бьорн Кулигк, Терезия Мора           |
| 1998 | Борис Преквиц, Стефан Грёцнер, Тобиас Хюльсвитт        |
| 1999 | Альмут Тина Шмидт, Йохен Шмидт, Михаэль Штауффер       |
| 2000 | Жужа Банк, Клаудия Клишат, Маркус Ортс                 |
| 2001 | Нико Блейтге, Эрика, Анна Маркмиллер, Тилман Раммштедт |
| 2002 | Кай Вейанд, Кристиан Шюнеманн, Ариан Грандис           |
| 2003 | Кирстен Фукс, Вероника Райхл, Петра Лемкуль            |
| 2004 | Кристиан Шлойер, Рене Бехер, Рабеа Эдель               |
| 2005 | Люси Фрике, Дагрун Хинтце, Йорг Альбрехт               |
| 2006 | Луиза Боэге, Катарина Шванбек, Юлия Занге              |

Лауреаты c 2007
| год  | Премии в номинации «Проза»          | Премии в номинации «Поэзия»            | Приз зрительских симпатий «taz» |
| ---- | ----------------------------------- | -------------------------------------- | ------------------------------- |
| 2007 | Иоганн Трупп, Тина Ильзе Гинтровски | Джудит Зандер                          | Иоганн Труп                     |
| 2008 | Свеалена Кучке, Соня Петнер         | Тьен Тран                              | Йоханна Вак                     |
| 2009 | Ингер-Мария Мальке, Маттиас Зенкель | Константин Эймс                        | Маттиас Зенкель                 |
| 2010 | Янко Марклейн, Ян Снела             | Левин Вестерманн                       | Себастьян Полманс               |
| 2011 | Кристина Бём, Йозеф Феликс Эрнст    | Себастьян Унгер                        | Кристина Бём                    |
| 2012 | Сандра Гугич, Хуан С. Гусе          | Мартин Пекар                           | Джои Юшка                       |
| 2013 | Йенс Айзель, Дмитрий Гавриш         | Марен Камес                            | Марен Камес                     |
| 2014 | Дорис Ансельм, Марейке Шнайдер      | Роберт Стриплинг                       | Герасимос Бекас                 |
| 2015 | Джессика Линд, Терезия Тёгльхофер   | Андра Шварц                            | Филип Кремер                    |
| 2016 | Тило Диркес, Бенджамин Квадерер     | Сандра Буркхардт                       | Руди Нусс                       |
| 2017 | Мариуш Хоффманн, Ральф Тараил       | Роня Отманн                            | Баба Лусси                      |
| 2018 | Яде Ясемин Ондер                    | Кирилл Константинидес Танк, Лара Рютер | Карен Йес                       |
| 2019 | Сина Алерс, Фиона Сироник           | Карла Серда Хегерль                    | Карен Йес                       |
| 2020 | Ребекка Гислер, Жозефина Соппа      | Наиль Доган                            | Наиль Доган                     |
| 2021 | Ева-Мария Дютч, Катрин Фирегг       | Самуэль Дж. Крамер                     | Лаура Антон                     |